# أوندر سومر
أوندر سومر (بالتركية: Önder Somer)‏ ممثل تركي ولد في إسطنبول في 7 مارس 1937 وتوفي في 16 مايو 1997. اسمه الأصلي أوندر دوشر وكان معروفا بالشرير الوسيم الضخم. توفي في حادث سيارة، وقد أعماله التمثيلية بين أعوام 1905-1975. حصل على قرابة المائة دور في أفلام غرامية في تلك الفترة، وترك التمثيل في سنة 1975 عندما اكتسحت أفلام الجنس والإثارة السينما التركية.

## أفلامه
- 1985 قيمة الريس شعبان
- 1984 الشرف
- 1975 صوت أمينة
- 1974 مزقت أعدائي
- 1973 معلمتي
- 1973 عيد الأم، دور أورخان
- 1973 انتصار الحب - حب ووطن بدور اليوزباشي
- 1973 اللعنة - امرأة بلا خطيئة بدور فخري
- 1973 شوبان
- 1973 يوما ما سنلتقي ولابد
- 1973 بين نصلي سلاح بدور جميل
- 1973 زليخة
- 1972 كمال الفظيع
- 1972 الفتاة القادمة من البحر، بدور أصلان
- 1972 الوداع يا صغيري
- 1972 أتهمك